# Анизи
Анизи (фр. Anisy) насеље је и општина у северној Француској у региону Доња Нормандија, у департману Калвадос која припада префектури Кан.
По подацима из 2011. године у општини је живело 675 становника, а густина насељености је износила 161,1 становника/km². Општина се простире на површини од 4,19 km². Налази се на средњој надморској висини од 50 метара (максималној 67 m, а минималној 44 m).

## Демографија
| 1962. | 1968. | 1975. | 1982. | 1990. | 1999. | 2011. |
| ----- | ----- | ----- | ----- | ----- | ----- | ----- |
| 274   | 290   | 318   | 388   | 520   | 633   | 675   |

График промене броја становника у току последњих година